# Biebelshof
Biebelshof ist eine Ortschaft in der Stadt von Waldbröl im Oberbergischen Kreis im südlichen Nordrhein-Westfalen (Deutschland) innerhalb des Regierungsbezirks Köln.

## Lage und Beschreibung
Der Ort liegt etwa 2,7 km nordöstlich vom Stadtzentrum entfernt.

## Geschichte

### Erstnennung
1777  wurde der Ort das erste Mal urkundlich erwähnt.
Schreibweise der Erstnennung: Biebelshof

## Freizeit

### Wander- und Radwege
Der Wanderweg O führt durch Biebelshof, von Niederhof kommend.

## Bus- und Bahnverbindungen

### Linienbus
Haltestelle: Biebelshof
- 303 Waldbröl, Gummersbach Bf  (OVAG)
- 340 Morsbach Busbf., Waldbröl  (OVAG)
- 341 Morsbach Busbf., Waldbröl  (OVAG)